# Monika Pecegueiro do Amaral
Monika Pecegueiro do Amaral é uma ex-surfista e tradutora brasileira, conhecida por ser, atualmente, a melhor e mais ativa tradutora de filmes do Brasil. Monika trabalha com a tradução de filmes desde 1998, e, atualmente, tem sido responsável por tantas traduções, que seu nome acaba sendo creditada em trabalhos que não executou, como em Star Wars - A Ameaça Fantasma. "Não havia referências sobre o tradutor, e o rapaz do laboratório resolveu botar meu nome", conta ela.
Para Eduardo Rosenback, diretor de marketing da distribuidora de filmes "Buena Vista International", Monika revolucionou, pela precisão e criatividade, o ofício de tradução de filmes no Brasil. Segundo ele, "seu trunfo é saber o que fazer com as expressões idiomáticas, aquelas impossíveis de ser traduzidas ao pé da letra. É hoje quem melhor encontra saídas inteligentes para essas encruzilhadas".